# Liste der Stolpersteine in Baesweiler
Die Liste der Stolpersteine in Baesweiler enthält alle Stolpersteine, die im Rahmen des gleichnamigen Projekts von Gunter Demnig in Baesweiler verlegt wurden. Mit ihnen soll an Opfer des Nationalsozialismus erinnert werden, die in Baesweiler lebten und wirkten.

## Verlegte Stolpersteine
| Bild                             | Person, Inschrift                                                                                  | Adresse                        | Verlege- datum | Weitere Informationen |
| -------------------------------- | -------------------------------------------------------------------------------------------------- | ------------------------------ | -------------- | --------------------- |
| Stolperstein für David Randerath | Hier wohnte David Randerath Jg. 1877 deportiert 1943 ermordet im besetzten Polen                   | Bahnhofstraße 13, Baesweiler · | 3. Feb. 2014   | [ 3 ]                 |
| Bild gesucht BW                  | Hier wohnte Josefine Randerath geb. Coopmann Jg. 1878 deportiert 1943 ???                          | Bahnhofstraße 13, Baesweiler · | 20. Dez. 2016  |                       |
| Stolperstein für Herschel Falke  | Hier wohnte Herschel Falke Jg. 1900 deportiert 1943 Łodz / Litzmannstadt ermordet                  | Breite Straße 17, Baesweiler · | 12. März 2014  | [ 4 ]                 |
| Stolperstein für Rosa Falke      | Hier wohnte Rosa Falke geb. Grill Jg. 1903 deportiert 1943 Łodz / Litzmannstadt ermordet           | Breite Straße 17, Baesweiler · | 12. März 2014  |                       |
| Stolperstein für Simon Falke     | Hier wohnte Simon Falke Jg. 1929 deportiert 1943 ermordet im besetzten Polen                       | Breite Straße 17, Baesweiler · | 12. März 2014  |                       |
| Stolperstein für Richard Levy    | Hier wohnte Richard Levy Jg. 1894 Flucht 1936 Palästina                                            | Breite Straße 74, Baesweiler · | 12. März 2014  | [ 5 ]                 |
| Stolperstein für Röschen Levy    | Hier wohnte Röschen Levy Jg. 1921 Flucht 1936 Palästina                                            | Breite Straße 74, Baesweiler · | 12. März 2014  |                       |
| Stolperstein für Hilde Levy      | Hier wohnte Hilde Levy Jg. 1924 Flucht 1936 Palästina                                              | Breite Straße 74, Baesweiler · | 12. März 2014  |                       |
| Stolperstein für Sibille Levy    | Hier wohnte Sibille Levy Jg. 1895 Flucht 1936 Palästina                                            | Breite Straße 74, Baesweiler · | 12. März 2014  |                       |
| Stolperstein für Joseph Elkan    | Hier wohnte Joseph Elkan Jg. 1887 deportiert 1942 Łodz / Litzmannstadt ermordet                    | Hauptstraße 9, Baesweiler ·    | 12. März 2014  | [ 6 ]                 |
| Stolperstein für Henriette Elkan | Hier wohnte Henriette Elkan geb. Gottschalk Jg. 1892 deportiert 1942 Łodz / Litzmannstadt ermordet | Hauptstraße 9, Baesweiler ·    | 12. März 2014  |                       |
| Stolperstein für Ernst Elkan     | Hier wohnte Ernst Elkan Jg. 1922 deportiert 1942 Łodz / Litzmannstadt ermordet                     | Hauptstraße 9, Baesweiler ·    | 12. März 2014  |                       |
| Stolperstein für Walter Elkan    | Hier wohnte Walter Elkan Jg. 1925 deportiert 1942 Łodz / Litzmannstadt ermordet                    | Hauptstraße 9, Baesweiler ·    | 12. März 2014  |                       |
| Stolperstein für Sally Kahn      | Hier wohnte Sally Kahn Jg. 1914 Flucht 1940 Schweiz überlebt                                       | Hauptstraße 9, Baesweiler ·    | 12. März 2014  |                       |